# ヴィルヘルム・フォン・テゲトフ
ヴィルヘルム・フォン・テゲトフ（ドイツ語: Wilhelm Freiherr von Tegetthoff、1827年12月23日 - 1871年4月7日）は、オーストリア帝国の海軍軍人。イタリア海軍を相手にした1866年のリッサ海戦での勝利で知られる。

## 経歴

### 海軍
オーストリア帝国のマールブルク・アン・デア・ドラウ（現スロベニア共和国マリボル市）で生まれる。父は陸軍中佐、母はウィーン市長ザイラー男爵の親戚という名門だった。両親は民間への道を希望したが、テゲトフは海軍軍人を目指し、父もそれを許さざるを得なかった。1840年からヴェネツィアの海事学校に通い、海軍士官候補生となる。初めての海上任務は卒業と同年の1845年7月のことだった。
折しも1848年の革命の時代であり、彼の昇進は平時よりも早かった。この年士官に任官してヴェネツィア海上封鎖作戦に参加。ついで地中海の北アフリカ沿岸やレバントへの遠征に従軍し、さらにはメキシコ皇帝マクシミリアンをブラジルに連れて行く任務で、中南米への遠距離航海を経験した。1854年、スクーナー「エリーザベト」艦長に任命される。この時代は帆船から蒸気船への過渡期だった。翌年外輪蒸気船「タウルス」艦長に任命され、ドナウ・デルタでの任務に就いた。艦長として、船乗りとしてのみでなく外交官あるいは事務官としての才も発揮した。そのため早くも1861年には大佐に昇進、オーストリア海軍のレバント艦隊司令に任命された。

### リッサ沖海戦

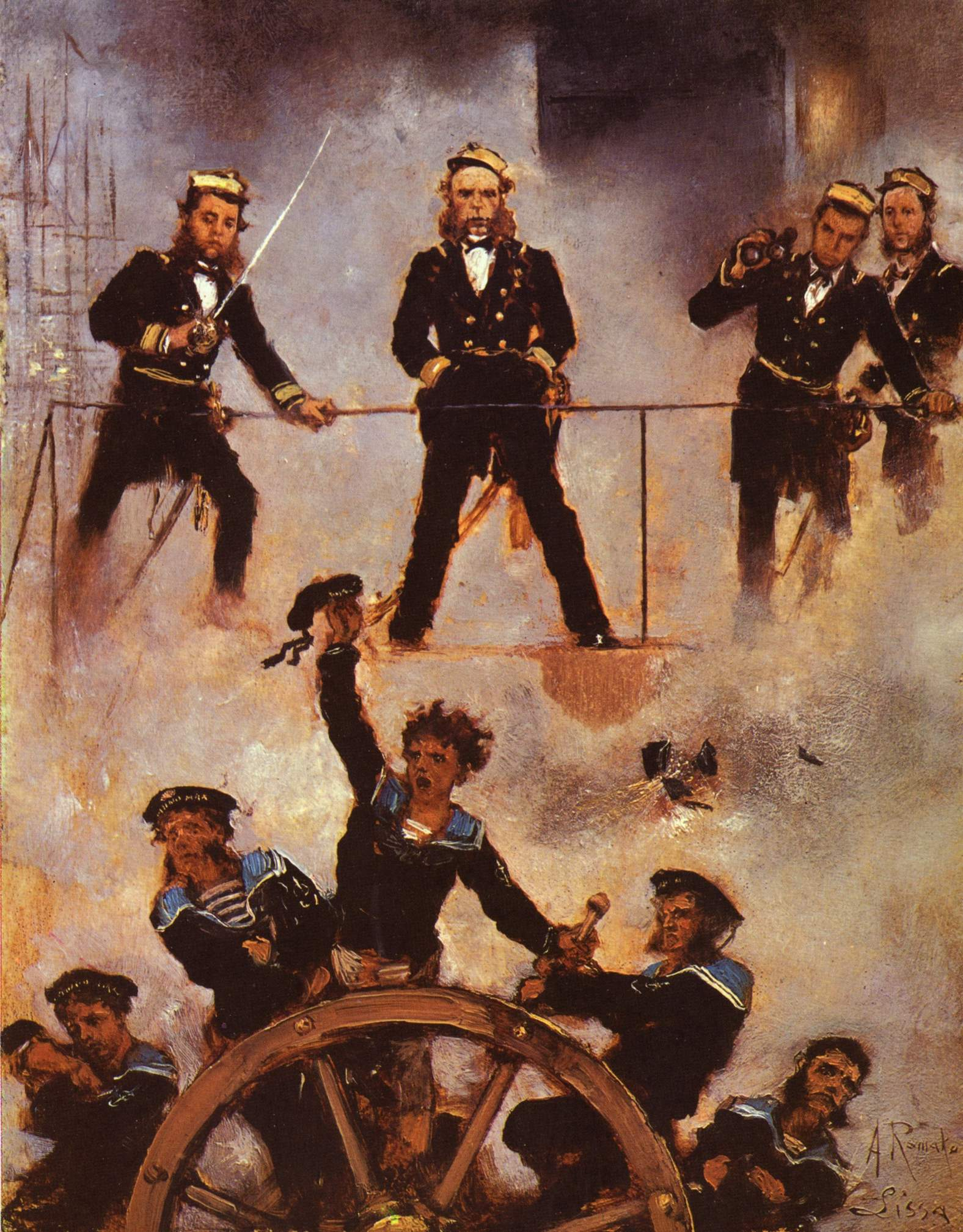
『リッサ海戦のテゲトフ提督』（アントン・ロマコ画）

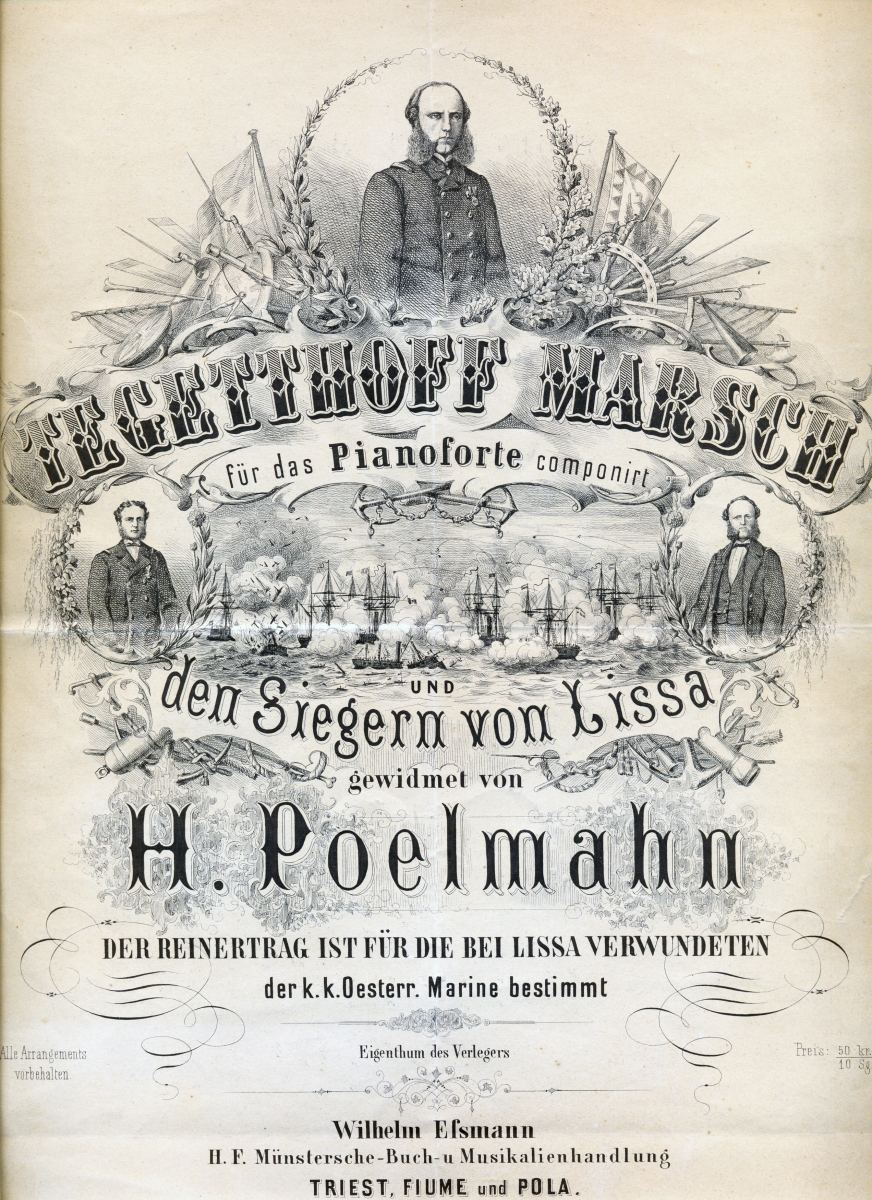
リッサ海戦の戦勝により、『テゲトフ行進曲』が作曲された

1864年の第二次シュレースヴィヒ＝ホルシュタイン戦争の際は、5月9日のヘルゴラント海戦でデンマーク海軍相手に戦った。この戦功により37歳で少将に昇進し、時代に合わせたオーストリア艦隊の根本的改革を任されることになった。1866年の普墺戦争に伴う第三次イタリア独立戦争では、海軍の新時代を身をもって示すことになる。同年7月20日のリッサ海戦で、数的に勝るイタリア艦隊を相手に衝角戦法を使用して大勝利を収めたが、同時に新たな装甲艦の優越性を示すことにもなった。オーストリアは戦争に敗れたが、彼はこの功によりマリア・テレジア勲章を受章し中将に昇進した。

### 晩年
同年、新しい海軍研究のためイギリス、フランス、アメリカ合衆国に赴く。1868年には軍事省海軍部長に就任。参謀本部の抵抗もものともせず、短期間のうちに海軍の組織改革を成し遂げた。その遺産は1918年のオーストリア帝国消滅まで維持されることになる。
アメリカ滞在中の1867年にかつての上司のメキシコ皇帝マクシミリアンが共和国軍によって処刑されると、ノヴァラ号を派遣して遺体を引き取りオーストリアに戻す任務に就いている。これに関して、
「私が、一足飛びに上り詰めた高位高官の地位、あるいは胸を飾る数々の勲章。これらは私が私の生涯をかけた仕事の報酬として、そうです、私の心を広げ、私の魂を躍らせる報酬として見做しておりません。私にとって真の報酬とは、皇帝陛下がかつて、その気高い思いやりで私に下命されたあの任務のことです。陛下の雄々しい弟君の屍を祖国に護送するという任務のことです」と述べている。
1871年にトリエステで肺炎のため43歳で急死した。墓はグラーツにある。

## 顕彰

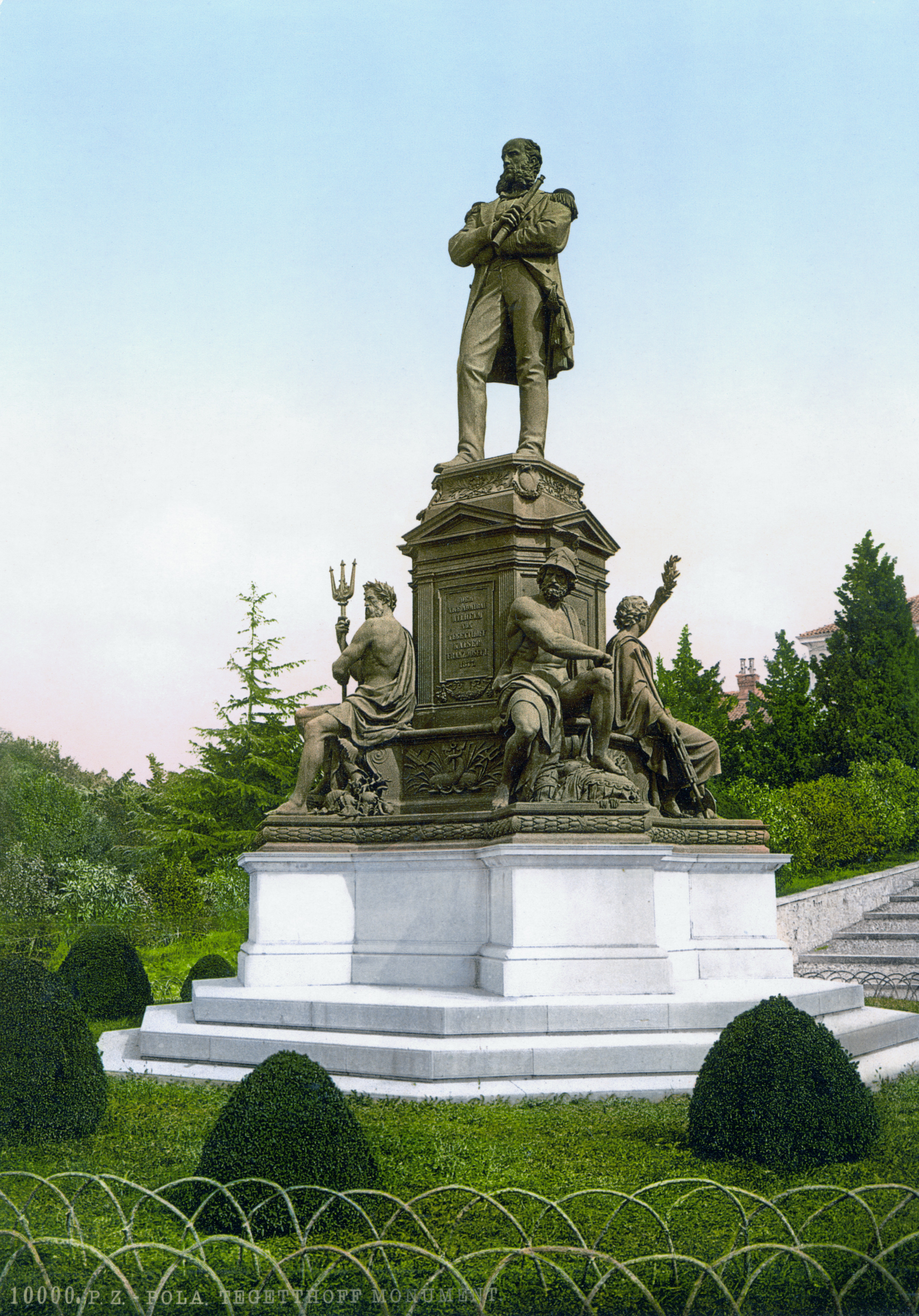
ポーラ軍港のテゲトフ像（1890年から1905年の間に撮影）

テゲトフの死後、リッサ海戦の戦勝を顕彰して、首都ウィーンの新市街レオポルトシュタットにあるプラーター通りに高さ8mの彼の銅像が建設された。1877年にポーラ軍港に建設された顕彰碑には「ヘルゴランドで勇戦し、リッサで輝ける勝利を収めし者、己とオーストリア海軍に不滅の栄誉をもたらす」と記された。この顕彰碑は同軍港が第一次世界大戦後にイタリア領になったため、1935年に墓所のあるグラーツに移された。北極海でフランツ・ヨーゼフ島を発見したオーストリア海軍で唯一の極地探検船は「テゲトフ提督」と名付けられた。同島で最初に発見された岬もテゲトフ岬と命名されている。